# أنطونيو فيليسيانو
أنطونيو فيليسيانو (19 يناير 1922 بكوفيليا في البرتغال - 14 ديسمبر 2010 بأورينسي في البرتغال) هو لاعب كرة قدم برتغالي في مركز الدفاع. شارك مع منتخب البرتغال لكرة القدم. أما مع النوادي، فقد لعب مع نادي بيلينينسش.

## وصلات خارجية
- أنطونيو فيليسيانو على موقع قاعدة بيانات كرة القدم.إي يو (الإنجليزية)
- أنطونيو فيليسيانو على موقع ناشيونال فوتبول تيمز (الإنجليزية)